# Batalha de Baghuz Fawqani
A Batalha de Baghuz Fawqani foi uma ofensiva das Forças Democráticas Sírias (FDS) lideradas pelos curdos, assistida pelos forças americanas através de ataques aéreos da coalizão, artilharia, e pessoal das forças especiais, que começou em 9 de fevereiro de 2019 como parte da Campanha de Deir ez-Zor da Guerra Civil Síria. A batalha, composta por uma série de ataques terrestres, ocorreu em torno da cidade síria de Al-Baghuz Fawqani, no vale médio do rio Eufrates, perto da fronteira entre o Iraque e a Síria, e foi considerada a última posição territorial do Estado Islâmico do Iraque e do Levante (EIIL) no leste da Síria.
Depois de cercar o Estado Islâmico em um aglomerado densamente povoado de vilarejos e uma tent city ao longo da primeira semana, a FDS reconheceu que um número maior do que o previsto de civis, em sua maioria parentes dos combatentes estrangeiros da EIIL, ainda estava no enclave. Com a supervisão da Coalizão, as FDS adotaram uma abordagem incremental para a batalha, lançando violentos ataques, em seguida, pausando para permitir que combatentes, reféns e famílias abandonassem a missão, a fim de minimizar as baixas civis. A estratégia de "trickle-out", juntamente com a resistência rígida e fanática dos veteranos jihadistas da EIIL dentro de uma área pequena mas densa, prolongou a batalha para um cerco prolongado. As FDS declararam oficialmente a vitória final sobre o Estado Islâmico em Baghuz Fawqani em 23 de março de 2019.
Ao longo de 1 mês e 2 semanas de guerra, mais de 850 pessoas morreram (dentre essas, 216 civis) e mais 9000 combatentes da EIIL se renderam e foram capturados e interrogados.